# Punu
Punu (auch Ipounou, Ipunu, Pouno, Puno, Yipounou und Yipunu) ist eine Bantusprache und wird von den circa 132.060 Bapunu in Gabun und in der Republik Kongo gesprochen (Zensus 2000). 
Sie ist in Gabun in den Provinzen Nyanga und Ngounié im Gebiet um Ndende und Tchibanga mit circa 123.000 Sprechern und in der Republik Kongo in der Region Niari an der Grenze zu Gabun mit circa 9060 Sprechern verbreitet.
Punu wird in der lateinischen Schrift geschrieben.

## Klassifikation
Punu ist eine Nordwest-Bantusprache und gehört zur Sira-Gruppe, die als Guthrie-Zone B40 klassifiziert wird.